# Amt Bovenden

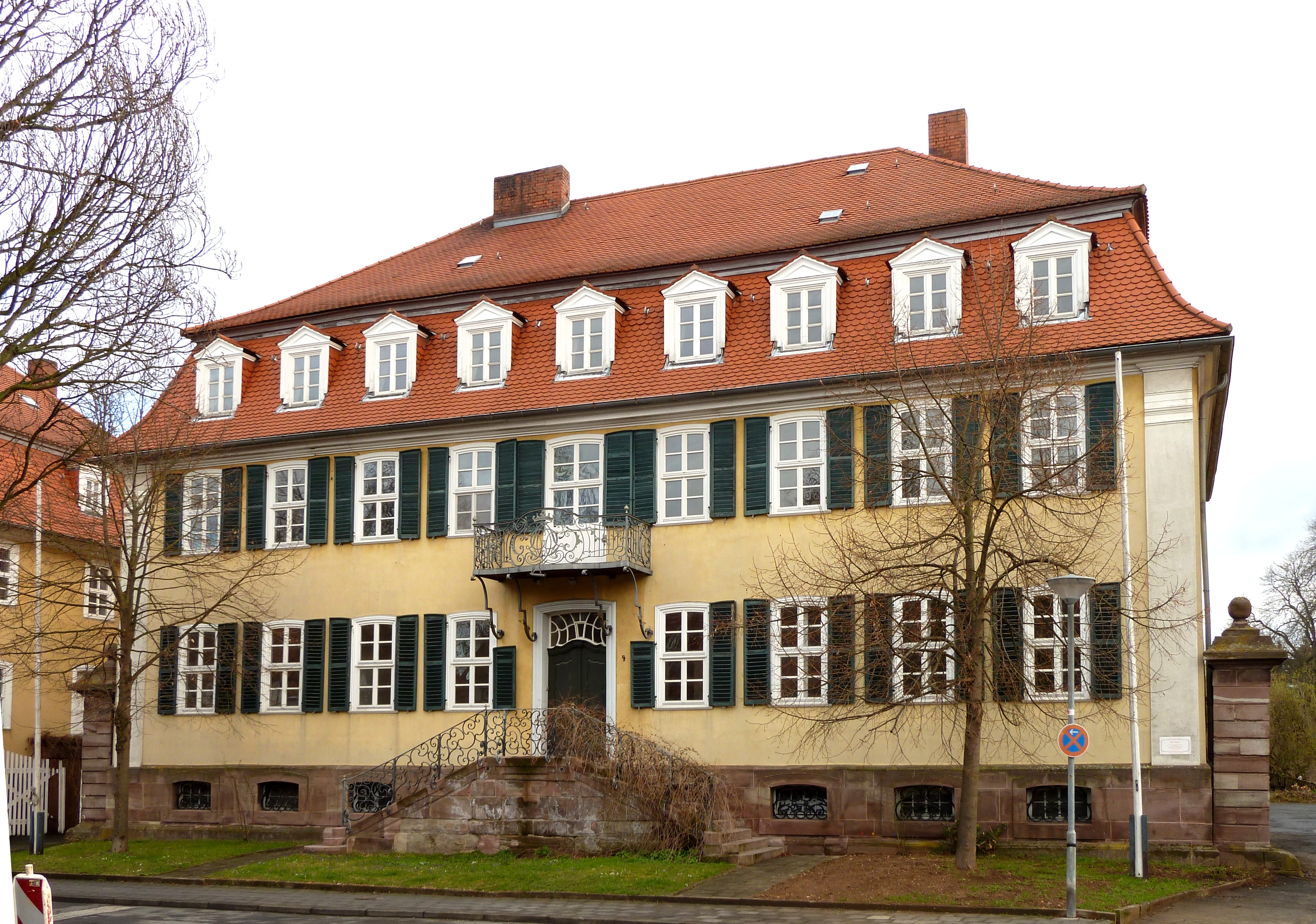
Altes Amtshaus in Bovenden

Das Amt Bovenden war ein vom 15. Jahrhundert bis 1816 als Amt bestehender Verwaltungs- und Gerichtsbezirk der Landgrafschaft Hessen-Kassel und danach ein historisches Verwaltungsgebiet des Königreichs Hannover.

## Geschichte

### Herrschaft Plesse
Kern der Herrschaft Plesse war die Burg Plesse, Stammsitz der Adelsfamilie von Plesse/Plessen. Dieser gelang es, umfangreiche Besitzungen zu erwerben, von denen aber im Hochmittelalter viele wieder verloren gingen. Im 15. Jahrhundert umfasste der Besitz die Burg Plesse, das Stift Höckelheim, Eddigehausen, Reyershausen, Oberbillingshausen, Spanbeck, Holzerode, Marseborn (Wüstung), Meinershausen (Wüstung), Ermlingrode (Wüstung), Wüstefeld (Wüstung), Deppoldshausen, Halsgericht und Dorf Bovenden, Angerstein, Bothleweshusen (Wüstung), tom Studmecke (Wüstung), Hetjershausen (1/2), Rodershausen (Wüstung), Güter und Vorwerke in Sudheim, Bagkenhusen (Wüstung), Tetelingerode (Wüstung), Gieboldehausen, das Dorf zum Sunderhagen (Wüstung) und Clavenhusen (Wüstung).
Die jüngere Linie der Familie Plesse besaß die Herrschaft bis zum Jahr 1571. In diesem Jahr starb Dietrich IV. Edelherr von Plesse. Mit ihm erlosch die jüngere Linie und die Herrschaft Plesse ging als heimgefallenes Lehen auf Landgraf Wilhelm IV. von Hessen-Kassel über. Das Gebiet war nun die Herrschaft Plesse im engeren Sinne und umfasste die Orte: Bovenden, Angerstein, Eddigehausen, Deppoldshausen, Reyershausen, Oberbillingshausen, Holzerode und Spanbeck. In der Landgrafschaft Hessen-Kassel wurde die Herrschaft Plesse als Amt Bovenden geführt. Zuletzt wurde das Amt Bovenden in Personalunion gemeinsam mit dem Amt Neuengleichen und dem ehemaligen Stift Höckelheim geführt. Infolge der Zugehörigkeit zu Hessen-Kassel wurde in den Kirchengemeinden der Herrschaft Plesse das evangelisch-reformierte Bekenntnis des Landesherrn eingeführt. Die ehemaligen Plessedörfer hängen bis heute im Gegensatz zum restlichen Südniedersachsen der reformierten und nicht der lutherischen Kirche an.
Nach dem Ende der Landgrafschaft Hessen-Kassel 1806 kam das Amtsgebiet zum Königreich Westphalen. Die Verwaltungsstruktur des Königreichs Westphalen nahm keine Rücksicht auf historisch gewachsene Strukturen und das Amtsgebiet wurde dem Kanton Bovenden, Distrikt Göttingen, Departement der Leine zugeordnet.
Nach dem Zusammenbruch des Königreichs Westphalen im Jahre 1813 übernahm das Kurfürstentum Hessen wieder die Herrschaft Plesse. Durch einen Tauschvertrag zwischen Preußen, dem Königreich Hannover und Kurhessen fiel die Herrschaft Plesse jedoch am 1. Mai 1817 an das Königreich Hannover.

### Hannover
Das beiderseits der Leine gelegene Amt nördlich von Göttingen wurde 1817 eingerichtet. Es umfasste die vormals landgräflich hessische Herrschaft Plesse, die am 12. Februar 1816 an Hannover gefallen war, sowie den Besitz des säkularisierten Klosters Höckelheim. Amtssitz war das hessische Jagdschloss, in dem vorher auch die hessische Amtsverwaltung untergebracht war. 1823 wurde der Amtssprengel um sieben Gemeinden aus dem Amt Harste vergrößert. 1852 wurden die Gemeinden Emmenhausen und Esebeck an das Amt Adelebsen, Gladebeck an das Amt Moringen, Marienstein an das Amt Nörten und Höckelheim an das Amt Northeim abgegeben. 1859 ging das Amt Bovenden im Amt Göttingen auf. Höckelheim und Marienstein kamen an das vergrößerte Amt Northeim.

## Gemeinden
Das Amt umfasste 1852 folgende Gemeinden:
| - Angerstein - Bovenden - Eddigehausen - Harste - Holzerode | - Lenglern - Oberbillingshausen - Parensen - Reyershausen - Spanbeck |

- Karte mit allen verlinkten Seiten:
- OSM |
- WikiMap

## Amtmänner
- [1790]: Johann Jakob Keller, Reservats-Commissarius
- 1818–1836: Otto Christian Gleim, Amtmann
- 1836–1842: Heinrich Friedrich Dieterichs, Amtmann
- 1843: vakat
- 1844–1859: Friedrich Heinrich Dieckmann, Amtmann